# Karl M. Le Compte

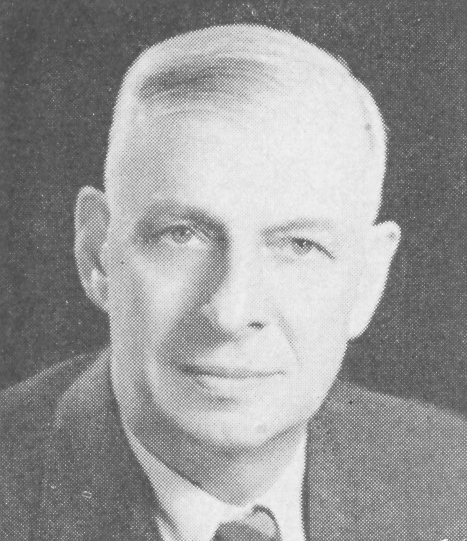
Karl M. Le Compte

Karl Miles Le Compte (* 25. Mai 1887 in Corydon, Iowa; † 30. September 1972 in Centerville, Iowa) war ein US-amerikanischer Politiker. Zwischen 1939 und 1959 vertrat er den Bundesstaat Iowa im US-Repräsentantenhaus.

## Werdegang
Karl Le Compte besuchte die öffentlichen Schulen seiner Heimat und danach bis 1909 die State University in Iowa City. Im Jahr 1910 wurde er Eigentümer und Verleger der Zeitung "Corydon Times-Republican". Während des Ersten Weltkrieges war er im Jahr 1918 für kurze Zeit Soldat in einer medizinischen Einheit. Dabei wurde er aber nicht in Europa eingesetzt. Le Compte gehörte der Republikanischen Partei an und saß von 1917 bis 1921 für diese im Senat von Iowa.
Bei den Kongresswahlen des Jahres 1938 wurde Le Compte im fünften Wahlbezirk von Iowa in das US-Repräsentantenhaus in Washington, D.C. gewählt, wo er am 3. Januar 1939 die Nachfolge von Lloyd Thurston antrat. Nach einer Wiederwahl im Jahr 1940 konnte er seinen Distrikt bis zum 3. Januar 1943 im Kongress vertreten. Nach einer Neuaufteilung der Wahlbezirke kandidierte Le Compte ab 1942 erfolgreich für den vierten Wahlkreis. Damit übernahm er am 3. Januar 1943 das Mandat von Henry O. Talle. Nach acht Wiederwahlen konnte er bis zum 3. Januar 1959 einschließlich seiner Zeit im fünften Distrikt zehn Legislaturperioden im US-Repräsentantenhaus verbringen. In seiner ersten Legislaturperiode von 1939 bis 1941 war er Mitglied im Ausschuss für öffentliches Land und im Ausschuss für insulare Angelegenheiten. Zwischen 1947 und 1949 sowie nochmals von 1953 bis 1955 war er Vorsitzender des Ausschusses zur Verwaltung des US-Repräsentantenhauses (Committee on House Administration). In seine Amtszeit im Kongress fielen der Zweite Weltkrieg, der Koreakrieg, der Beginn des Kalten Krieges und innenpolitisch der Aufstieg der Bürgerrechtsbewegung. Im Jahr 1951 wurde der 22. Verfassungszusatz verabschiedet, der die Amtszeit des Präsidenten auf zwei Legislaturperioden beschränkte.
Im Jahr 1958 verzichtete Le Compte auf eine erneute Kandidatur. Sein Mandat fiel dann an den Demokraten Steven V. Carter, der bereits mehrfach zuvor knapp gegen LeCompte verloren hatte. Nach seinem Ausscheiden aus dem Kongress arbeitete LeCompte wieder im Zeitungsgeschäft. Er starb am 30. September 1972 in Centerville und wurde in Corydon beigesetzt.